# Bornova Anadolu Lisesi Spor Kulübü 2015-2016 (pallavolo)
Questa voce raccoglie le informazioni riguardanti il Bornova Anadolu Lisesi Spor Kulübü nelle competizioni ufficiali della stagione 2015-2016.

## Organigramma societario
Area direttiva
- Presidente: Ersan Odaman

Area tecnica
- Allenatore: Hasan Ütün
- Allenatore in seconda: Gökhan Öner
- Scoutman: Mert Balcı

## Rosa
| N° | Nome                    | Ruolo | Data di nascita   | Nazionalità sportiva |
| -- | ----------------------- | ----- | ----------------- | -------------------- |
| 1  | Halil Yücel             | S     | 24 novembre 1989  | Turchia              |
| 2  | Caner Çiçekoğlu         | P     | 11 maggio 1985    | Turchia              |
| 3  | Mehmet Bozyiğit         | C     | 2 gennaio 1994    | Turchia              |
| 4  | Cansın Çınar            | C     | 13 febbraio 1990  | Turchia              |
| 5  | Nuri Şahin              | L     | 1º gennaio 1980   | Turchia              |
| 6  | Fatih Çam               | S     | 6 maggio 1996     | Turchia              |
| 7  | Nazım Özbek             | S     | 4 giugno 1993     | Turchia              |
| 8  | Deha Bozkan             | S     | 1º gennaio 1989   | Turchia              |
| 9  | Ediz Fırıncıoğlu        | S     | 20 settembre 1993 | Turchia              |
| 10 | Björn Höhne             | S     | 29 marzo 1991     | Germania             |
| 11 | Doğukan Ulu             | C     | 30 ottobre 1995   | Turchia              |
| 12 | Doğuhan Yapıcı          | L     | 9 ottobre 1993    | Turchia              |
| 14 | João Ricardo de Freitas | S     | 1º ottobre 1984   | Brasile              |
| 16 | Ufuk Minici             | O     | 20 gennaio 1991   | Turchia              |
| 17 | Muhammet Kaya           | P     | 7 febbraio 1995   | Turchia              |
| 18 | Burak Hascan            | C     | 11 giugno 1977    | Turchia              |

## Statistiche

### Statistiche di squadra
| Competizione     | Punti | In casa | In casa | In casa | In trasferta | In trasferta | In trasferta | Totale | Totale | Totale |
| Competizione     | Punti | G       | V       | P       | G            | V            | P            | G      | V      | P      |
| ---------------- | ----- | ------- | ------- | ------- | ------------ | ------------ | ------------ | ------ | ------ | ------ |
| Voleybol 1. Ligi | 9     | 11      | 1       | 10      | 10           | 1            | 9            | 25     | 4      | 21     |
| Totale           | -     | 11      | 1       | 10      | 10           | 1            | 9            | 25     | 4      | 21     |

G = partite giocate; V = partite vinte; P = partite perse

### Statistiche dei giocatori
| Giocatore       | Voleybol 1. Ligi | Voleybol 1. Ligi | Voleybol 1. Ligi | Voleybol 1. Ligi | Voleybol 1. Ligi | Totale | Totale | Totale | Totale | Totale |
| Giocatore       | P                | PT               | AV               | MV               | BV               | P      | PT     | AV     | MV     | BV     |
| --------------- | ---------------- | ---------------- | ---------------- | ---------------- | ---------------- | ------ | ------ | ------ | ------ | ------ |
| D. Bozkan       | 11               | 2                | 1                | 0                | 1                | 11     | 2      | 1      | 0      | 1      |
| M. Bozyiğit     | 22               | 68               | 38               | 20               | 10               | 22     | 68     | 38     | 20     | 10     |
| F. Çam          | 0                | 0                | 0                | 0                | 0                | 0      | 0      | 0      | 0      | 0      |
| C. Çiçekoğlu    | 11               | 20               | 6                | 4                | 10               | 11     | 20     | 6      | 4      | 10     |
| C. Çınar        | 25               | 126              | 80               | 37               | 9                | 25     | 126    | 80     | 37     | 9      |
| J.R. de Freitas | 25               | 388              | 332              | 28               | 28               | 25     | 388    | 332    | 28     | 28     |
| E. Fırıncıoğlu  | 17               | 156              | 124              | 17               | 15               | 17     | 156    | 124    | 17     | 15     |
| B. Hascan       | 9                | 50               | 41               | 4                | 5                | 9      | 50     | 41     | 4      | 5      |
| B. Höhne        | 12               | 122              | 104              | 10               | 8                | 12     | 122    | 104    | 10     | 8      |
| M. Kaya         | 24               | 44               | 12               | 18               | 14               | 24     | 44     | 12     | 18     | 14     |
| U. Minici       | 18               | 196              | 162              | 19               | 15               | 18     | 196    | 162    | 19     | 15     |
| N. Özbek        | 11               | 37               | 28               | 6                | 3                | 11     | 37     | 28     | 6      | 3      |
| N. Şahin        | 12               | 0                | 0                | 0                | 0                | 12     | 0      | 0      | 0      | 0      |
| D. Ulu          | 5                | 4                | 1                | 3                | 0                | 5      | 4      | 1      | 3      | 0      |
| D. Yapıcı       | 18               | 1                | 0                | 0                | 1                | 18     | 1      | 0      | 0      | 1      |
| H. Yücel        | 12               | 197              | 180              | 11               | 6                | 12     | 197    | 180    | 11     | 6      |

P = presenze; PT = punti totali; AV = attacchi vincenti; MV = muri vincenti; BV = battute vincenti